# Топчиевка
Топчи́евка (укр. Топчі́ївка) — село Черниговского района Черниговской области Украины, на берегу реки Смолянка. Население 335 человек.
Код КОАТУУ: 7425587903. Почтовый индекс: 15574. Телефонный код: +380 462.

## Власть
Орган местного самоуправления — Серединский сельский совет. Почтовый адрес: 15573, Черниговская обл., Черниговский р-н, с. Серединка, ул. Октябрьская (Жовтнева), 2